# Henryk Burgundzki
Henryk Burgundzki, Henryk de Bourgogne (ur. 1066 w Dijon, zm. 1 listopada 1112 w Astorga w Galicji) – hrabia Portugalii od 1096. Syn Henryka z dynastii burgundzkiej i Sybilli z Barcelony. Wnuk księcia Burgundii – Roberta I.

## Życiorys
Henryk jako najmłodszy wnuk burgundzkiego księcia miał niewielkie szanse na uzyskanie jakiegoś dziedzictwa we władanie. Udał się na dwór króla Kastylii – Alfonsa VI, żonatego z ciotką Henryka, księżniczką burgundzką – Konstancją. Król wraz z ręką swej naturalnej córki Teresy (nieślubnej córki ze związku z Jimeną Muñoz de Lara), oddał mu w 1095–1096 w lenne władanie hrabstwo Portucale i Coimbra, rozciągające się wokół rzymskiego portu Portus Cale (współczesnego Porto). Henryk zmarł w 1112 roku.
Hrabstwo Portugalii odziedziczył jego syn Alfons I, który w 1139 roku ogłosił się suwerennym władcą i przyjął tytuł króla. Henryk pochowany jest w katedrze w Bradze.

## Potomkowie Henryka i Teresy
- Alfons Henryk (ur. 1094 – zm. po 1110),
- Urraka Enríquez (ur. 1095),
- Sancha Enríquez (ur. 1097),
- Teresa Enríquez (ur. 1098),
- Henryk (ur. ok. 1106 – zm. po 1110)
- Alfons I Zdobywca (ur. 1109 – zm. 1185) – hrabia (1112–28), książę (1128–39), król Portugalii (1139–85)